# Daniel Levin Andreas von der Schulenburg
Daniel Levin Andreas von der Schulenburg (* 1690 in Hannover; † 23. Oktober 1752 in Schwochow) war ein deutscher Adliger und Landrat des Kreises Greifenhagen.
Er stammte aus einem Zweig der uradligen Familie von der Schulenburg, der zeitweise in den Bürgerstand herabgesunken war. Sein Vater, der Konsistorialrat Johann Ernst von der Schulenburg, konnte jedoch 1718 eine Adelserneuerung durch Kaiser Karl VI. erwirken.
Er studierte ab 1709 Theologie an der Universität Helmstedt. Nach seinem Abschluss arbeitete er in Königsberg in der Neumark zunächst als Lehrer, dann als Archidiakon. 1716 erhielt er eine Stelle als Pfarrer („Präpositus“) in Greifenhagen.
Doch verließ er 1728 den Pfarrdienst und kaufte sich das im Kreis Pyritz gelegene Gut Schwochow, das er fortan als Gutsherr bewirtschaftete. Und zwar erwarb er 1728 den einen Anteil von Schwochow von dem Landrat Georg Friedrich von Podewils; mit diesem Anteil wurde er 1729 belehnt. Den anderen Anteil von Schwochow kaufte er 1732, doch blieb dieser Anteil ein Lehen der Familie Puttkamer.
1742 wurde er als Nachfolger des zurückgetretenen Gustav Eberhard von Greiffenpfeil zum neuen Landrat des Kreises Greifenhagen gewählt. Nach seinem Tode folgte ihm im Amt Joachim Abraham von Oesterling.
Daniel Levin Andreas von der Schulenburg war verheiratet mit Elisabeth Anna, einer geborenen von Schönebeck. Sie starb vor ihm im Jahre 1751. Aus der Ehe gingen zwei Söhne und zwei Töchter hervor. Das Gut Schwochow musste nach seinem Tod, wohl wegen Schulden, gerichtlich verkauft werden und ging der Familie damit verloren.